# Enemy (álbum)
Enemy (estilizado en mayúsculas) es el sexto álbum de estudio japonés y décimo en general del grupo femenino surcoreano Twice. Será publicado el 27 de agosto de 2025 por Warner Music Japan. El álbum está formado por nueve pistas, incluyendo el sencillo principal del mismo nombre y el sencillo promocional «The Wish», publicado en diciembre de 2024, que fue usado para un comercial con FamilyMart.

## Antecedentes y lanzamiento
En diciembre de 2024, Twice publicó el sencillo digital «The Wish», que fue usado en colaboración con FamilyMart para la publicación de un comercial navideño en Japón. En mayo de 2025, Twice publicó su quinto álbum recopilatorio, titulado #Twice5, el cual fue certificado oro en Japón. También publicaron su cuarto álbum de estudio coreano, This Is For, en julio y se embarcaron en la gira mundial This Is For World Tour ocho días después.
El 11 de junio de 2025, Twice anunció el lanzamiento del álbum para el 27 de agosto. El 22 de julio publicaron un tráiler del álbum, donde se narra la búsqueda de la perfección en la vida diaria de las integrantes. La lista de canciones fue publicada el 24 de julio. El 26 y 27 de julio, durante el This Is For World Tour en Osaka, Twice interpretó «Enemy» y «Like 1», y solo durante el primer día, el videoclip de la canción titular fue estrenado. El 30 de julio, «Enemy» fue publicado como el sencillo principal del álbum junto con su video musical, el cual fue dirigido por Jihyo, la líder del grupo. «Like 1» fue publicado digitalmente como el segundo sencillo del álbum el 20 de agosto.

## Lista de canciones
| Enemy — Edición estándar |                 |                                                                                      |                                                                       |                          |          |  |
| N.º                      | Título          | Letras                                                                               | Música                                                                | Arreglos                 | Duración |  |
| 1.                       | «Up to You»     | Dahyun Chiaki Nagasawa Saori Nagano Takahito Nakamura                                | Nagasawa Nagano Nakamura                                              | Nakamura                 |          |  |
| 2.                       | «Enemy»         | Kakinuma Masami Rizin (153/Joombas) Jiwon (153/Joombas) Imlay Benji Bae Carmen Reece | Imlay Bae Reece                                                       | Imlay                    | 2:41     |  |
| 3.                       | «Fine»          | Mayu Wakisaka                                                                        | Arineh Karimi Nermin Harambašić Moonshine                             | Moonshine                |          |  |
| 4.                       | «One Day»       | Hiyori Nara                                                                          | Charlotte Wilson Emily Vaughn                                         | Kkannu BaZooKa MarkAlong |          |  |
| 5.                       | «Blind in Love» | Nara                                                                                 | Ronny Svendsen Adrian Thesen Moa «Cazzi Opeia» Carlebecker Ellen Berg | Svendsen Pizzapunk       |          |  |
| 6.                       | «Love Is More»  | Masami                                                                               | Simon Gitsels Violetta Zironi                                         | Gitsels                  |          |  |
| 7.                       | «The Wish»      | Rose Bluemin                                                                         | Jon Hällgren Julia Sundberg                                           | Hällgren                 | 2:48     |  |
| 8.                       | «Glow»          | Dahyun Nara Val Del Prete                                                            | Del Prete I.vin                                                       | I.vin                    |          |  |
| 9.                       | «Like 1»        | Jihyo Sofia Vivere Yu-ki Kokubo                                                      | Taka Toru                                                             | Lucky West               | 3:06     |  |

| Enemy — Edición limitada A (DVD) |                                                         |          |  |
| N.º                              | Título                                                  | Duración |  |
| 1.                               | «The Wish» (making-of de la grabación)                  |          |  |
| 2.                               | «Enemy» (trascámara de la sesión de fotos grupales)     |          |  |
| 3.                               | «Enemy» (trascámara de la sesión de fotos individuales) |          |  |
| 4.                               | «Enemy» (making-of del video musical)                   |          |  |